# Toctoc
Toctoc est un artiste français qui s'inscrit dans le mouvement de l'art urbain (ou street art). Il est très actif sur les murs de Paris, mais également dans d'autres villes (Lyon, Montpellier, Bourges, Sète, Guidel...) ou même à l'étranger (États-Unis, Angleterre, Italie, Koweït, République Dominicaine, Suisse, etc.).

## Biographie

### Enfance
Toctoc est originaire de Meillant dans le Berry. Il y retourne régulièrement pour peindre des murs dans des villes de la région telles que Bourges, Saint Amand-Montrond, ou encore dans son ancienne école primaire à Meillant. 

### Études artistiques
Toctoc apprend à peindre à l'âge de 6 ans grâce à son grand-père Papouche. Après l'obtention de son baccalauréat, l'artiste s'installe à Paris pour suivre des études artistiques. L'ESAG Penninghen, l'Académie Charpentier, l'Université Paris 1 ou encore Sup de Pub, Toctoc obtient 2 licences et 1 master dans le domaine artistique. 

### Street art
En 2012, Toctoc crée le Duduss, son personnage à la forme très reconnaissable. Grâce à lui, il réalise des caricatures de personnes connues telles que Gainsbourg-Duduss, Batman-Duduss, Eminem-Duduss et beaucoup d'autres. Toctoc peint et colle ses Duduss sur les murs de Paris et partout en France. L'artiste expose également des peintures en galerie dans des expositions personnelles ou collectives.

## Collaborations
Toctoc a sorti une série de briquets avec la marque BIC en 2024.

## Principales expositions

### Expositions personnelles
- 2012, Le mur du son, Espace Isabel Godin, Saint Amand-Montrond.
- 2017, One More Duduss, One More, Paris.
- 2018, Ligne T, Paname Art Café, Paris[14].
- 2018, Xmas by Toctoc, Hôtel Renaissance République, Paris.
- 2019, Hors Cadre, Galerie Sakura, Paris[15].
- 2019, La Tête à Toctoc, Galerie YAM, Paris.
- 2020, Radio Duduss, Galerie Sakura, Paris[16] .
- 2022, Plagiat Hommage, Théâtre de L'Européen, Paris[17].
- 2022, Urban Vision, Galerie Marine Ehmer, Bruxelles (Belgique).
- 2023, Salut les artistes, ERBK Galerie, Paris.
- Depuis 2024, Gallery Suiha, Tokyo (Japon)[18].

### Expositions collectives (sélections)
- 2012, Surprises d'Avril!, Galerie Ligne 13, Paris.
- 2012, Mairie du 13ème, Paris.
- 2012, Play Me I'm Yours, Les Halles, Paris.
- 2012, Collages Urbains II, Galerie le Cabinet d'Amateur, Paris.
- 2013, Vente aux enchère en faveur de l'APREC, Hôtel le Meurice, Paris.
- 2013, Projet Vénus, Maison du livre, de l'image et du son, Lyon.
- 2013, Collective Street, Galerie le Cabinet d'Amateur, Paris.
- 2013, Small is Beautiful, Galerie le Cabinet d'Amateur, Paris.
- 2015, Collective, Huit Sept, Limoges.
- 2015, The Wall, Le Batofar, Paris.
- 2016, Festiwall, La Rotonde Stalingrad, Paris.
- 2016, Salon Art Shopping, Carrousel du Louvre, Paris.
- 2016, Changement de Caps, Galerie de Marmont, Saint Maur.
- 2016, Du graffiti dans les tranchées, Galerie d'Art Municipale, Corbeil-Essonnes.
- 2017, Le Street Art s'invite chez vous, Maison Mère, Paris.
- 2017, Boulevard du Graff, Prieuré Saint-Vincent, Chârtres
- 2018, Asie Street Art, Le Lavo//matik, Paris.
- 2018, 1 an, Galerie YAM, Paris.
- 2018, Super Street Art, Galerie Sakura, Paris.
- 2018, Urban Signature au 59, 59 Rivoli, Paris.
- 2018, Duos!, Galerie le Cabinet d'Amateur, Paris.
- 2019, Super Vilains, Galerie Sakura, Paris.
- 2019, 1230°C, Galerie Iconoclaste, Paris.
- 2019, C'est pas la taille qui compte, Urban Signature, Paris.
- 2019, Feat, Galerie Sakura, Paris.
- 2019, C'est la rentrée du street art, 59 Rivoli, Paris.
- 2020, Make Street Art Not War, Galerie WAWI, Paris[19].
- 2020, Street Money, Galerie Sakura, Paris[20].
- 2021, Dans les rues de Paris, Galerie Sakura, Paris[21].
- 2021, Certificats, Singulart Galerie, Miami (USA).
- 2021, Sneakers Generation, Galerie Sakura, Paris.
- 2022, One root one artiste, Akutiga, Bordeaux.
- 2022, It's street art time, Urban Signature, Paris.
- 2023, Context Art Miami - Art Fair, Signature fin art Gallery, Miami (USA).
- 2023, Porsche Legacy, Galerie Sakura, Paris.
- 2024, A la croisée des arts, Chapelle Village Reilly, Paris.
- 2024, Boards to be solidaire IV, Agnès B. x Urban Signature, Paris.
- 2025, Solid'Art, Carreau du Temple, Paris.
- 2025, C'est pas la taille qui compte, Urban Signature, Paris.